# ادمون پریوا
ادمون پریوا (به فرانسوی: Edmond Privat) (زادهٔ ۱۸۸۹ و درگذشتهٔ ۱۹۶۲)، آزادمرد سوئیسیِ اسپرانتودان و از نویسندگان و شعرای برجسته و صاحب سبک زبان فراساخته‌ی اسپرانتو است، که هم در راه استقلال لهستان گام برداشت، و هم در جامعه‌ی ملل، نمایندگیِ افتخاریِ کشور ایران را بر عهده داشت و باعث شد تا به پیشنهاد هیئت نمایندگی ایران، به ریاست پرنس ارفعالدوله (۱۹۳۶–۱۸۴۸/۱۳۱۵–۱۲۲۷)، زبان اسپرانتو در مخابرات تلگرافی حکم یک زبان «واضح» را (به‌جای کُد) یافته و به این ترتیب از تعرفهٔ پایین‌تری نیز برخوردار گردد. پیش از آن، کشور ایران، هم‌چنین نخستین پیشنهاددهنده در جامعهٔ ملل برای به‌کارگیریِ اسپرانتو به‌عنوان زبان مشترک و بین‌المللی بود، ولی پیشنهاد ایران با مخالفت شدید نمایندهٔ کشور فرانسه روبرو شد، چرا که در آن دوره، زبان فرانسه ادعای بین‌المللی بودن را داشت.

## پروفسور پریوا و زبان اسپرانتو

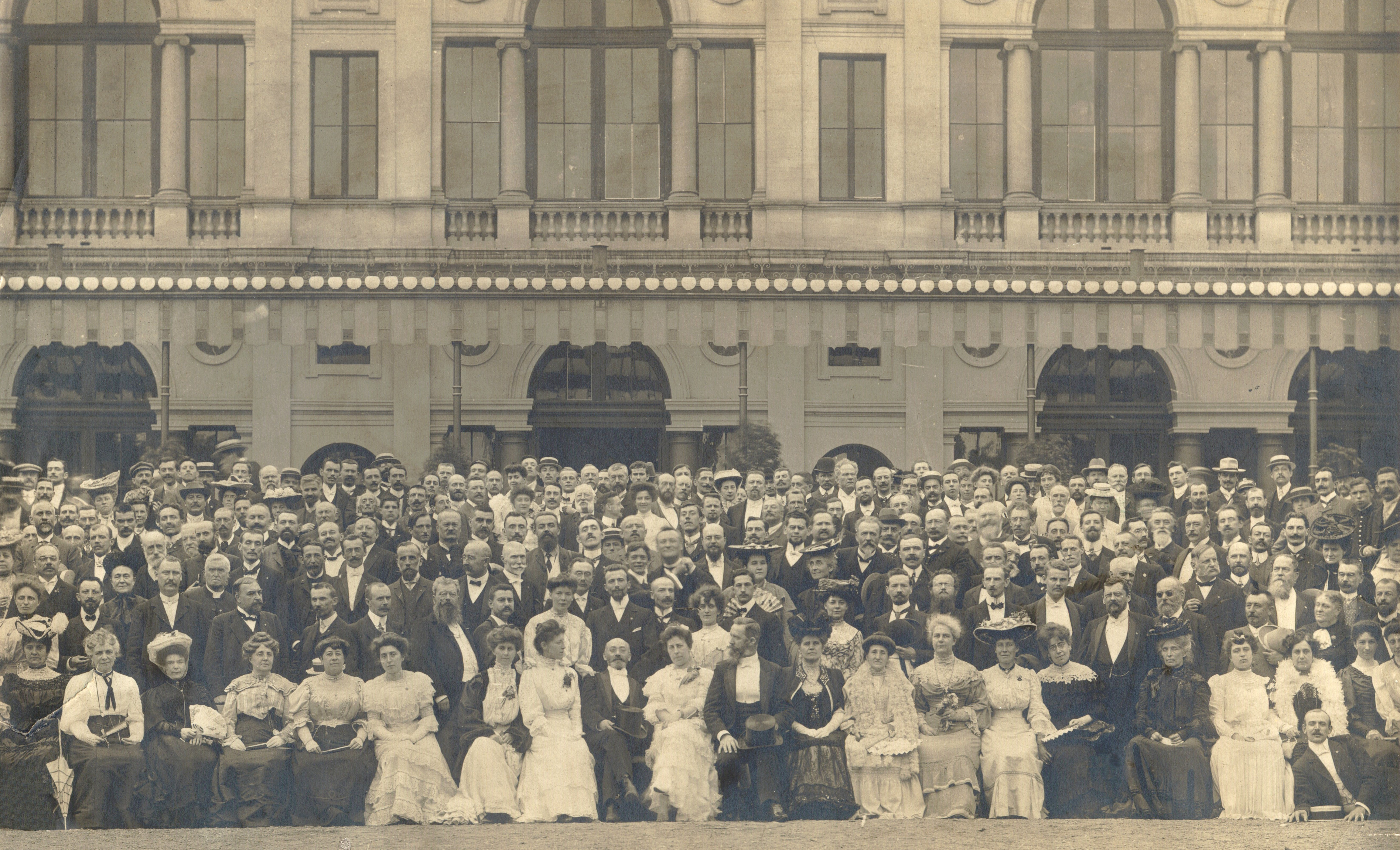
به نظر می‌آید این تصویر یک همایش در اروپا باشد

وی که از اهالی فرانسوی‌زبان سوئیس بود، در سن ۱۴ سالگی اسپرانتو را آموخت و هنگامی‌که ۱۶ سال داشت در نخستین کنگره‌ی جهانی اسپرانتو در سال ۱۹۰۵ در شهر بولون-سور-مر فرانسه شرکت کرد. در همین همایش بین‌المللی و تاریخیِ اسپرانتو بود که وی استعداد درخشان خود را به‌عنوان یک خطیب و سخنران ماهر در زبان اسپرانتو نشان داد. در بین سال‌های ۱۹۰۷ و ۱۹۱۱ وی بسان سفیری مشتاق و توانا برای زبان اسپرانتو، طی سفرهایی به کشورهای ایالات متحدهٔ آمریکا، انگلستان، فرانسه و روسیه، به پیشبرد و توسعهٔ این زبان در دنیا کمک کرد. در این سفرها، ازجمله با مهاتما گاندی، روزولت، و ویلیام جیمز دیدار و در مورد زبان اسپرانتو گفتگو کرد. در سال ۱۹۱۲ مؤسسه‌ی بین‌المللی اسپرانتو در ژنو را بنیان نهاد و چندین بار به‌عنوان پرزیدنت سازمان جهانیِ اسپرانتو و انجمن اسپرانتوی سوئیس انتخاب شد. پریوا که از سال ۱۹۲۰ تا ۱۹۴۳ سردبیریِ مجلهٔ اسپرانتو را به‌عهده داشت و مقالات باارزشی را چه از نظر ارائهٔ نقطه‌نظرات روشن‌بینانهٔ خود و چه از نظر سبک نگارش برجسته‌اش، ارائه کرد، در واقع در طول سال‌های ۱۹۲۱ تا ۱۹۲۸ نهضت توسعهٔ زبان اسپرانتو را سازمان‌دهیِ مجدد کرد و رهبری این حرکت بین‌المللی را بر عهده داشت. کتاب سه جلدیِ تاریخ اسپرانتو دربارهٔ او چنین می‌گوید:

پریوا مبتکر ارائهٔ اسپرانتو به جامعهٔ مللِ سابق در سال ۱۹۲۱ بود، وی در آن‌جا، به‌عنوان نمایندهٔ دولت ایران، با بلاغت از زبان اسپرانتو دفاع کرد. علی‌رغم مخالفت‌های هیئت‌های نمایندگیِ فرانسه و برزیل، اجلاسیهٔ عمومیِ جامعه (ی ملل) مهر تأیید بر گزارش مهمِ تهیه شده توسط اُرگان‌های خودِ جامعهٔ ملل، تحت عنوان «اسپرانتو به‌عنوان زبان بین‌المللیِ کمکی» زد؛ با اهمیت‌ترین سند در مورد نهضت اسپرانتو، گزارشی که به ده زبان ترجمه شد، و تنها سند جامعهٔ ملل که در بیشترین مقیاس منتشر گردید.

پریوا با موفقیت تمام تحصیلات اولیه‌اش را در ژنو به پایان رساند و سپس دکترای خود را از دانشگاه سوربون در پاریس اخذ کرد. بنابر رسم خانوادگی تدریس زبان و ادبیات انگلیسی را در دانشگاه نوشاتل آغاز کرد. از ابتکارات او در دنیای اسپرانتو، برپائیِ همایش‌های علمی-فنی دربارهٔ اسپرانتو در مدارس و اسپرانتو در تجارت در سال ۱۹۲۳ در شهر وِنیز و ابداع دانشگاه تابستانی به زبان اسپرانتو است که تا به امروز نیز همزمان با همایش بین‌المللی اسپرانتو، همه‌ساله در کشورهای مختلف جهان برگزار می‌شود و در آن متخصصین رشته‌های گوناگون به زبان اسپرانتو سخنرانی‌های علمیِ خود را ارائه می‌کنند. در سال ۱۹۲۲ نیز وی برای نخستین بار همایشی در مورد اسپرانتو و رادیو در شهر ژنو ترتیب داد و در سال ۱۹۲۵ ایستگاه رادیوئی ژنو را تأسیس کرد.

## پروفسور پریوا و استقلال لهستان
پریوا انسانی آزاده و آزادی‌خواه بود و ازجمله در سال ۱۹۱۷ کمیته‌ی بین‌المللی برای استقلال لهستان را برپاساخت و مدافع مهاتما گاندی بود و او را در بازگشت‌اش به هندوستان در سال ۱۹۳۱ همراهی کرد.
دکتر فرنس سیلاجی، اسپرانتودانِ سوئدیِ مجارتبار، که خود از مؤلفینِ برجسته است و دارای بیش از ۳۰ کتاب به زبان اسپرانتو است و به ۹ زبان گوناگون کتاب آموزشی نگاشته، در مورد پریوا گفته‌است که:

«پریوا از ابتدای جوانیِ خود در دنیای اسپرانتو زندگی کرد، شخصیت او از کوشش‌های او برای اسپرانتو قابل تفکیک نیست، و این احساس و اعتقاد ـ اعتقادِ منطقیِ شخصی فرهیخته ـ در آثار او موج می‌زند. جملات او در تمامیِ نوشته‌هایش سرشار از سرزندگی است، و در آثارش به‌خوبی می‌توان تمامیِ رنگ‌های زندگیِ حقیقی را مشاهده کرد. تألیفات او از همان دورهٔ نخستِ نهضت اسپرانتو بر روی نسل جوان ـ که نسل دوم در نهضت اسپرانتو محسوب می‌شود ـ تأثیر گذار بود و ایشان را از تمایلات ادبیِ خشک و کهن رهایی بخشید.»

## پروفسور پریوا و هیئت نمایندگی ایران در جامعهٔ ملل
در چند سخنرانی از ۵۵ سخنرانیِ پروفسور پریوا، که حاوی خاطرات جالب وی در مورد زبان اسپرانتو و بزرگانی چون مهاتما گاندی، رومن رولان و … است، که بین سال‌های ۱۹۵۲ و ۱۹۵۴ نگاشته‌شده‌است و هر هفته از رادیو برن سوئیس در سال‌های ۱۹۶۱ و ۱۹۶۲ پخش گردیده، و در سال ۱۹۶۲، پس از فوتش به‌صورت کتاب نیز منتشر شد وی به خاطرات خود دربارهٔ جامعه‌ی ملل می‌پردازد و از جمله می‌گوید که:

به‌واسطهٔ این‌که در جامعهٔ ملل، سمت مترجم شفاهیِ لرد سسیل (۱۹۵۸–۱۸۶۴) و نانسن (۱۹۳۰–۱۸۶۱) را داشتم، از دوستیِ ایشان بهره‌مند شده و چیزهای فراوانی از آن‌ها، در ارتباطات خصوصی‌شان، فراگرفتم. در مورد پروفسور گیلبرت موری (۱۹۵۷–۱۸۶۶)، استاد یونان‌شناسی از آکسفورد نیز، چنین بود. وی سمت نمایندگیِ ژنرال سْماتْس (۱۹۵۰–۱۸۷۰) را به‌عنوان نمایندهٔ آفریقای جنوبی بر عهده داشت. در واقع در آن دوران، بسیاری از کشورها، شخصی خارجی را به‌عنوان نمایندهٔ خود در جامعهٔ ملل انتخاب می‌کردند. معیار انتخاب ایشان، نه ملیتِ افراد، بلکه ایده‌ها و اعتقادات‌شان بود، به این معنی که چنان‌چه افکار فردی با خواست‌های کشور مربوطه هم‌سو بود، وی به‌عنوان نمایندهٔ آن کشور، انتخاب می‌شد.

## پرنس ارفع‌الدوله از زبان دکتر پریوا
با ذکر مقدمهٔ فوق، در ادامه، دکتر پریوا به دوستی خود با پرنس ارفعالدوله، سرنمایندهٔ ایران در جامعه‌ی ملل می‌پردازد و چنین می‌گوید:
"خودِ من نیز، که بیش از دو سال از دوستی‌ام با پرنس ارفع (۱۹۳۶–۱۸۴۸/۱۳۱۵–۱۲۲۷)، سرنمایندهٔ ایران در جامعه (ی ملل) می‌گذشت، به زودی به‌عنوان مشاور افتخاری و پس‌از آن به‌عنوان معاون نمایندهٔ ایران انتخاب شدم. پرنس ارفع یکی از متشخص‌ترین افراد در جامعه (ی ملل) بود. وی، دیپلُماتی سال‌دار، خردمند و بسیار شجاع بود، به‌خصوص هنگامی‌که احساس می‌کرد اصلِ مهم عدالت، مورد تهدید قرار گرفته‌است. من از وی حکمت و تجربیات مفیدی آموختم و از صمیم قلب به او عشق می‌ورزیدم. او از آن انسان‌هایی بود که به‌خاطر شایستگی‌های شخصی‌شان، به مدارج عالی رسیده‌اند و به‌همین علت، به پاس خدمات فراوانی که انجام داده بود، عنوان پرنس را دریافت کرده بود.
دولتِ آن‌زمانِ ایران، توانائیِ پرداخت حقوق به نماینده‌های زیادی را نداشت و من موافقت کردم که به‌صورت رایگان با پرنس ارفع کار کنم، با این شرط که عضو رسمیِ هیئت نمایندگی گردم و در صورت مطرح شدن زبانِ جهانی‌مان (اسپرانتو) در جامعه (ی ملل)، اجازهٔ دفاع از آن را داشته باشم. وی موضوع را با تلگراف برای دولت‌اش توضیح داد و به این ترتیب با درخواست من موافقت شد و انتخاب گردیدم. پرنس ارفع، خود از حامیان نهضت (اسپرانتوی) ما بود و نخستین پیشنهاد (راجع به استفاده از اسپرانتو به‌عنوان زبان بین‌المللی) را، همراه با لرد سِسیل و نمایندگان چند کشور دیگر، امضا کرده بود.
پرنس ارفع در جامعه (ی ملل)، نمایندهٔ نقطه‌نظرات کشورهای ضعیف‌تر یا کوچک‌تر بود، همانند نانسن از نروژ. زمانی‌که ابرقدرت‌ها قصد داشتند تا مادهٔ ۱۰ اساسنامهٔ جامعه (ی ملل) را، که بسیار حیاتی و ضامن استقلال و تمامیت ارضیِ دولت‌های عضو در برابر حملات خارجی بود، حذف کنند، ارفع تنها کسی بود که جرأت کرد رأی منفیِ خود را، به‌طور علنی اعلام کند ـ در حالی‌که وزرای امور خارجهٔ بیست کشور کوچک، به‌دلیل تهدیدهای کشورهای بزرگ، مجبور بودند از دادن رأی خودداری کنند. به‌خوبی به یاد دارم که وزرای کشورهای بزرگ مُدام به‌سوی جایگاه ما می‌آمدند تا از پرنس ارفع بخواهند که از دادن رأی خودداری کند، ابتدا با چاپلوسی و تملق، بعد با پیشنهادات‌شان در مورد انتخاب کردن پرنس به عنوان پرزیدنت (جامعهٔ ملل) یا دادنِ افتخاراتی دیگر به وی، و در انتها … با تهدیدهایشان؛ ولی، پرنس ارفع با پایداریِ تمام، مقاومت کرد و هنگامی‌که نام ایران، بر طبق حروف الفبا، خوانده شد، نهٔ بسیار واضح او، با انرژیِ هرچه تمام‌تر طنین‌افکن گشت، و در این موقع بود که صدای پچ‌پچ‌های تحسین‌آمیزِ عموم به‌گوش حاضرین رسید. سپس نمایندگان آن بیست کشور کوچک، برای فشردن دست پرنس و تشکر از او به‌خاطر شهامتی که از خود نشان داده بود، به سوی ما روانه شدند، چراکه رأی او باعث نجات دادن اساس‌نامه شده بود."

## جایزهٔ صلح نوبل برای سرنمایندهٔ ایران
همان‌طور که پریوا توضیح می‌دهد، در پی این اقدامِ پرنس ارفع، دوستانش حتی پیشنهاد کردند که او را برای دریافتِ جایزهٔ صلح نوبل نامزد کنند.
دکتر پریوا در جلد دوم کتاب معروف خود تاریخ زبان اسپرانتو، یک فصل کامل را به موضوع مطرح شدن زبان اسپرانتو در جامعهٔ ملل اختصاص داده و به تفصیل روندِ وقایعی را که در این نهاد بین‌المللی در رابطه با اسپرانتو رخ‌داده، تشریح کرده‌است که ویلیام اُلد نیز به بخشی از آن در فصل پنجم کتاب پدیده‌ی اسپرانتو، اشاره می‌کند.

## ثمرات پیشنهاد ایران پس از گذشت بیش از ۳۰ سال
در نهایت، فعالیت‌هایی که توسط اسپرانتودانان کشورهای گوناگون، به‌خصوص پروفسور ایوو لاپنا، معمار نهضت مدرن اسپرانتو در جهان، در این راستا انجام شد، منجر به تصویب دو قطعنامهٔ یونسکو در ارتباط با زبان اسپرانتو گردید که در آن، با توجه به دست آوردهای عملیِ زبان اسپرانتو در ایجاد ارتباطات فرهنگی بین کشورهای گوناگون، به کشورهای عضو سازمان ملل متحد و یونسکو، توصیه شده‌است که آموزش زبان اسپرانتو را در مدارس و مؤسسات آموزشِ عالیِ خود بگنجانند. (متن کامل این دو قطعنامهٔ بسیار مهم و با ارزش برای زبان اسپرانتو). در کشورهایی که در جهت انجام این توصیهٔ یونسکو دست به اقدامات مناسب زده‌شد، رشد و توسعهٔ این زبان شتاب بیشتری پیدا کرد و در واقع بسیاری از اسپرانتودانانِ کنونیِ جهان، شناختن و فراگیریِ زبان اسپرانتو را در مدارس کشور خود مدیون این قطعنامه‌ها هستند، قطعنامه‌هایی که بذرشان با پیشنهاد ایران در سال ۱۹۲۱ افشانده شد.